# Kaviria
Kaviria es un género de plantas fanerógamas con diez especies pertenecientes a la familia Amaranthaceae.

## Taxonomía
El género fue descrito por Akhani & Roalson y publicado en Int. J. Pl. Sci. 168(6): 948. 2007

## Especies
- Kaviria aucheri (Moq.) Akhani
- Kaviria cana (K.Koch) Akhani
- Kaviria futilis (Iljin) Akhani
- Kaviria gossypina (Bunge ex Boiss.) Akhani
- Kaviria lachnantha (Botsch.) Akhani
- Kaviria pycnophylla (Brenan) Akhani
- Kaviria rubescens (Franch.) Akhani
- Kaviria tomentosa (Moq.) Akhani
- Kaviria vvedenskyi (Iljin & Popov) Akhani
- Kaviria zehzadii (Akhani) Akhani